# Durium (material)

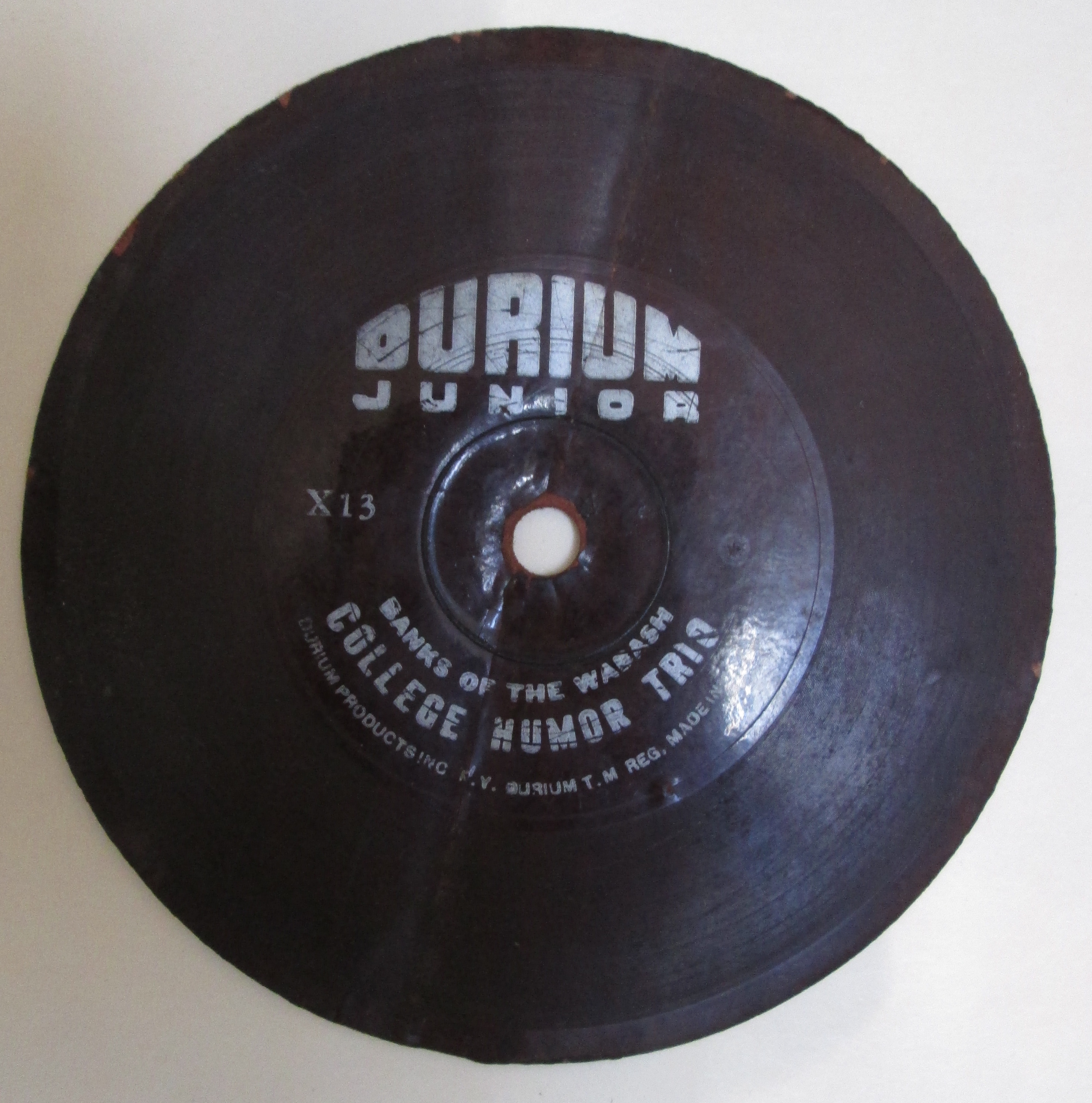
Grammofonskiva tillverkad av durium.

Durium är ett mycket hållbart syntetiskt harts, som utvecklades 1929 av Hal Trueman Beans, professor i kemi vid Columbia University. Det användes i produktion av grammofonskivor, och inom flygindustrin.
Det är ett resorcinol-fenolformaldehydharts, som är flexibelt, smak- och luktfritt, vattentätt och värmetåligt. Eftersom hartset är resistent mot vatten, användes det som lack på flygdetaljer.
Det marknadsfördes av Durium Products Company 1931 som material till "Hit of the Week" skivor, i Sverige kallad Veckans Skiva.  Hartset pressades på ett pappunderlag, och var mycket lättare och mer hållbart än konkurrenternas skivor gjorda av shellack. Skivorna såldes för 15 cent styck.